# Cajazeiras do Piauí
Cajazeiras do Piauí é um município brasileiro do estado do Piauí. Localiza-se a uma latitude 06º45'58" sul e a uma longitude 42º23'30" oeste, estando a uma altitude de 157 metros. Sua população estimada em 2004 era de 2 987 habitantes.
Possui uma área de 556,86 km².

## Localização
| Noroeste: Arraial                  | Norte: Arraial | Nordeste: Tanque do Piauí  |
| Oeste: Arraial e Nazaré do Piauí   |                | Leste: Santa Rosa do Piauí |
| Sudoeste: Nazaré do Piauí e Oeiras | Sul: Oeiras    | Sudeste: Oeiras            |